# Azorín
José Augusto Trinidad Martínez Ruiz, més conegut pel seu pseudònim Azorín (nascut a Monòver, País Valencià, 8 de juny de 1873 - Madrid, 2 de març de 1967) fou un escriptor valencià. Tot i que ell mateix declarava que al seu poble es parlava un "hijuelo del catalán", utilitzà sempre la llengua castellana. Dedicat principalment al periodisme i al gènere de la novel·la, assagista i un dels crítics literaris espanyols més importants de la seua època. Habitualment se'l situa dins del grup conegut com a Generació del 98 o, segons les tendències d'historiografia literària més modernes, dins del Modernisme.
El seu estil es caracteritza per l'extremada concisió de les seves frases, i una gran pruïja a trobar la paraula justa, cosa que el va fer un gran dominador del vocabulari castellà.

## Biografia
Fill de pare natural de Iecla, Múrcia, militant del partit conservador (que va arribar a ser alcalde, diputat i seguidor de Romero Robledo). Exercia d'advocat a Monòver i posseïa una important propietat. Sa mare era nascuda a Petrer. Filla d'una família tradicional burgesa i acomodada. Azorín fou el major de nou germans. Estudià batxillerat intern durant huit anys al col·legi dels Escolapis de Iecla, etapa que reflectix a les seues primeres dos novel·les, de fort contingut autobiogràfic. De 1888 a 1896 cursà dret a València, on s'interessà pel krausisme i l'anarquisme entregant-se a febrils lectures literàries i polítiques. Començant al periodisme on es desenvoluparia notablement.
Home de gran longevitat, als seus últims anys tingué una actitud contemporitzadora amb el franquisme, malgrat els seus orígens ideològics àcrates. No obstant això, l'actitud d'Azorín i, sobretot, la dels falangistes amb ell està lúcidament estudiada per Ramón F. Llorens García en l'obra: El último Azorín (1936-1967), Alacant: Universitat d'Alacant, 1999.

#### Azorín i Catalunya
Davant de l'Estatut de Núria, un Azorín cinquantí exhibí una gran afinitat amb Catalunya, definint-la, repetidament, com una nació, com ara a un article del 1931 al diari Crisol:
...Totes les disciplines: la història, el dret, la filosofia de la història, la història del dret, l'estètica, l'etnografia, el folklore, la poesia erudita, la poesia popular, la novel·la, la sociologia, el dret consuetudinari , la filologia; totes les disciplines, en suma, estudiades per demostrar que Catalunya té una vitalitat pròpia, que Catalunya és una nació... I en aquest gegantí remolí, al llarg tan sols dels darrers cinquanta anys, per sobre de la munió de noms de polítics i de teoritzants, emergeixen a la memòria els noms de Mañé i Flaquer, Almirall, el doctor Robert, Prat de la Riba, Maragall, Torras Bages, Cambó, Rovira i Virgili… Quina vida tan intensa la d'aquesta nació des de fa set segles!... L'ondulació de la història de Catalunya és interessant; res més curiós i instructiu. Seguir les fluctuacions de la nació catalana des de l'Edat Mitjana fins al present és contemplar el panorama més bonic... I és hora que la inquietud i la preocupació acabin. Catalunya té dret a viure la vida. La resta d'Espanya, sense més dilació, ha de fer que Catalunya visqui la seva vida...
En canvi, als darrers anys de la seva vida, coincidint amb el declivi del franquisme, el seu discurs vers Catalunya s'havia mimetitzat amb el d'aquest.

## Obra
Azorín destacà com a assagista, analitzant la situació política contemporània, amb l'endarreriment social i cultural del país, i també exercint la crítica literària, especialment dels clàssics barrocs. Com a novel·lista, fou autor de La voluntad, Las confesiones de un pequeño filósofo o Pueblo, entre d'altres. Dins del teatre, la seva obra més reeixida és la que concentra la trilogia Lo invisible.
- (Cándido), La crítica literaria en España (Discurso pronunciado en el Ateneo Literario de Valencia en sesión del 4 de febrero de 1893), Valencia, Imprenta de Francisco Vives Mora, 1893.

- (Cándido), Moratín (Esbozo), Madrid/Valencia, Librería de Fernando Fe, 1891.

- (Arhimán), Buscapiés (Sátiras y críticas), Madrid/Valencia, Arhimán, 1894.

- (José Martínez Ruiz), Notas sociales (vulgarización), Madrid/Valencia, José Martínez Ruiz, 1895.

- (José Martínez Ruiz), Anarquistas literarios (Notas sobre la literatura española) Madrid/Valencia, José Martínez Ruiz, 1895.

- (José Martínez Ruiz), Literatura, folleto primero, Madrid, José Martínez Ruiz, 1895.

- (José Martínez Ruiz), Charivari, crítica discordante, Madrid, 1897.

- (José Martínez Ruiz), Bohemia (cuentos), Madrid, V.Vela Impresor, 1897.

- (José Martínez Ruiz), Soledades, Madrid, Librería de Fernando Fe, 1898.

- (José Martínez Ruiz), Pécuchet, demágogo (fábula), Madrid, Bernardo Rodríguez, 1898.

- (José Martínez Ruiz), La evolución de la crítica, Madrid, Librería de Fernando Fe, 1899.

- (José Martínez Ruiz), La sociología criminal (con prólogo de F. Pi y Margall), Madrid, 1899.

- (José Martínez Ruiz), Los hidalgos (la vida en el siglo XVII), Madrid, Ricardo Fe, 1900.

- (José Martínez Ruiz), El alma castellana (1600-1800), Madrid, Librería Internacional Fernández Villegas y compañía, 1900.

- (José Martínez Ruiz), Diario de un enfermo, Madrid, Ricardo Fe, 1901.

- (José Martínez Ruiz), La fuerza del amor (Tragicomedia) (con prólogo de Pío Baroja), Madrid, La España Editorial, 1901.

- (José Martínez Ruiz), La voluntad (Primeras andanzas de Antonio Azorín) (en la segunda edición, de 1913, en la Biblioteca Renacimiento, aparece ya como autor Azorín), Barcelona, Henrich y Cía., Biblioteca de Novelistas del Siglo XX, 1902.

- (José Martínez Ruiz), Antonio Azorín (pequeño libro en que se habla de la vida de este peregrino señor (sucede lo mismo que en la anterior, en la segunda edición, de 1913, por la Biblioteca Renacimiento), Madrid, Vda. de Rodríguez Serra, 1903.

- (José Martínez Ruiz), Las confesiones de un pequeño filósofo (Infancia de Antonio Azorín), Madrid, Librería de Fernando Fe, 1904. (Aumentada en 1909 y en ediciones sucesivas).

- Los pueblos (Ensayos sobre la vida provinciana), Madrid, Biblioteca Nacional y Extranjera, 1905.

- La ruta de Don Quijote (Viajero por la Mancha), 1905.

- El político. Arte de conducirse en la vida, Madrid, Librería de los Suc. de Hernando, 1908.

- España. Hombres y paisajes, Madrid, Librería de Francisco Beltrán, 1909.

- Lecturas españolas (escritores clásicos y modernos), Madrid, Imprenta de la Revista de Archivos, 1912.

- Castilla, Madrid, Biblioteca Contemporánea, 1912.

- Clásicos y modernos, Madrid, Renacimiento, 1913.

- Los valores literarios, Madrid, Renacimiento, 1914.

- Un discurso de La Cierva (comentado por Azorín), Madrid, Renacimiento, 1914.

- Al margen de los clásicos, Madrid, Publicaciones de la Residencia de Estudiantes, 1915.

- El Licenciado Vidriera (visto por Azorín). En el tricentenario de Cervantes, Madrid, Colección Austral, 1915.

- Rivas y Larra. Razón social del romanticismo en España, Madrid, Renacimiento, 1916.

- Un pueblecito (Riofrío de Ávila), Madrid, Publicaciones de la Residencia de Estudiantes, 1916.

- Parlamentarismo español (1904-1916), Madrid, Casa Editorial Calleja, 1916.

- Páginas escogidas, Madrid, Calleja, 1917.

- Entre España y Francia (páginas de un francófilo), Barcelona, Bloud y Gay editores, 1917.

- El paisaje de España visto por los españoles, Madrid, Renacimiento, 1917.

- Madrid, guía sentimental, Madrid, Biblioteca Estrella, 1918.

- París, bombardeado (mayo-junio 1918), Madrid, Renacimiento, 1919.

- Fantasías y devaneos (Política, literatura, naturaleza), Madrid, Rafael Caro Raggio, 1920.

- Los dos Luises y otros ensayos (Fr. Luis de Granada, Fr. Luis de León, Garcilaso, Góngora, Calderón, Cervantes y Ercilla), Madrid, Colección Austral, 1921.

- Don Juan (Novela), Madrid, Colección Austral, 1922.

- De Granada a Castelar (Fr. Luis de Granada, el "Diálogo de la lengua", Saavedra y Fajardo, Lope de Vega, Meléndez Valdés y Castelar), Madrid, Colección Austral, 1922.

- El chirrión de los políticos (Fantasía moral), Madrid, Colección Austral, 1923.

- Una hora de España (1560-1590), Madrid, Biblioteca Nueva, 1924.

- Racine y Molière, Madrid, Cuadernos Literarios de la Lectura, 1924.

- Los Quinteros y otras páginas, Madrid, R.A.E., 1925.

- Doña Inés (Historia de amor), Madrid, R.A.E., 1925.

- Old Spain, Madrid, El Teatro Moderno, 1926.

- Brandy, mucho brandy, Madrid, El Teatro Moderno, 1927.

- Comedia del arte, Madrid, El Teatro Moderno, 1927.

- [Con Pedro Muñoz Seca], El Clamor, Madrid, El Teatro Moderno, 1928.

- Lo invisible (Trilogía), Madrid, El Teatro Moderno, 1928.

- Félix Vargas (Etopeya), Madrid, Biblioteca Nueva, 1928.

- Andando y paseando (Notas de un transeúnte), Madrid, Biblioteca de Ensayos, 1929.

- Blanco en azul (cuentos), Madrid, Biblioteca Nueva, 1929.

- Superrealismo (prenovela), Madrid, Biblioteca Nueva, 1929.

- Maya, Madrid, La Farsa, 1930.

- Angelita (auto sacramental), Madrid, Biblioteca Nueva, 1930.

- Pueblo (novela de los que trabajan y sufren), Madrid, Biblioteca Nueva, 1930.

- Lope en silueta (con una aguja de navegar Lope), Madrid, Ediciones del Árbol, 1935.

- La guerrilla, Madrid, La Farsa, 1936.

- Trasuntos de España (páginas electas), Buenos Aires, Colección Austral, 1938

- Españoles en París (1939), Buenos Aires, Colección Austral, 1939.

- En torno a José Hernández (Nueve fantasías acerca del autor de "Martín Fierro"), Buenos Aires, Sudamericana, 1939.

- Pensando en España (Cuentos o evocaciones del pasado español, escritos en París, 1939), Madrid, Biblioteca Nueva, 1940.

- Valencia, Madrid, Biblioteca Nueva, 1941.

- Madrid (La generación y el ambiente del 98), Madrid, Biblioteca Nueva, 1941.

- El escritor (novela), Madrid, Colección Austral, 1942.

- Cavilar y contar (cuentos), Barcelona, colección Ánfora y Delfín de la Editorial Destino, 1942.

- Sintiendo a España (cuentos), Barcelona, Biblioteca de Autores Hispánicos de la Editorial Tartessos, 1942.

- El enfermo (novela), Madrid, colección "La Tortuga" en las Ediciones Adán, 1943. El malalt, traducció al català de Jordi Giménez Ferrer, Petrer: Ajuntament de Petrer, 2012.

- Memorias, en Obras Selectas, Biblioteca Nueva, 1943.

- Salvadora de Olbena (novela romántica), Barcelona, Edit. Lara 1944; Zaragoza, Ediciones Cronos 1944.

- París, Madrid, Biblioteca Nueva, 1945.

- Memorias inmemoriales, Madrid, Biblioteca Nueva, 1946.

- Con Cervantes, Buenos Aires, Colección Austral #747, Espasa Calpe, 1947.

- Con permiso de los cervantistas, Madrid, Biblioteca Nueva, 1948.

- Con bandera de Francia, Madrid, Biblioteca Nueva, 1950.

- El cine y el momento, Madrid, Biblioteca Nueva, 1953.

- El oasis de los clásicos, Madrid, Biblioteca Nueva, 1952.

- Pintar como querer, Madrid, Biblioteca Nueva, 1954.

- El pasado, Madrid, Biblioteca Nueva, 1955.

- Escritores, Madrid, Biblioteca Nueva, 1956.

- Dicho y hecho, Madrid, Biblioteca Nueva, 1957.

- La isla sin aurora, Madrid, Biblioteca Nueva, 1958.

- Agenda, Madrid, Biblioteca Nueva, 1959.

- Pasos quedos, Madrid, Escelicer, 1959.

- De Valera a Miró, Madrid, Afrodisio Aguado, 1959.

- Ejercicios de castellano, Madrid, Biblioteca Nueva, 1960.

- Postdata, Madrid, Biblioteca Nueva, 1961.

- Mis mejores páginas, Barcelona, Editorial Mateu, 1961.

- Varios hombres y alguna mujer, Barcelona, Aedos, 1962.

- Historia y vida, Madrid, Colección Austral #1314, Espasa Calpe, 1962.

- En lontananza, Madrid, Bullón, 1963.

- Los recuadros, Madrid, Biblioteca Nueva, 1963.

- Conversaciones con Azorín, [con Jorge Campos], Madrid, Taurus, 1964.

- España clara, Madrid, Doncel, 1966.

- Los médicos, Valencia, Prometeo, 1966.

- Ni sí, ni no, Barcelona, Destino, 1966.

- París, Madrid, Biblioteca Nueva, 1966 (segunda edición, con un proemio del autor).

- Teatro de Azorín, Madrid, Escelicer, 1966.

- Ultramarinos, Barcelona, Edhasa, 1966.

- La amada España, Barcelona, Destino, 1967.

- Crítica de años cercanos, Madrid, Taurus, 1967.

- Tiempo y paisaje. Visión de España, Madrid, AECI, 1968.

- El artista y el estilo, Madrid, Aguilar, 1969.

- Lo que pasó una vez, Barcelona, Lumen, 1970.

- Tiempos y cosas, Barcelona, Salvat, 1971.

- Artículos olvidados de J. Martínez Ruiz, Madrid, Narcea, 1972.

- El caballero inactual, Madrid, Espasa Calpe, 1972.

- Rosalía de Castro y otros motivos gallegos, Lugo, Celta, 1973.

- Cada cosa en su sitio, Barcelona, Destino, 1974.

- Y pudo ser así, Almacenes Generales de Papel, 1974.

- Las terceras de ABC, Madrid, Prensa Española, 1976.

- Un hidalgo, Ediciones de Arte y Bibliofilia, 1976.

- Yecla y sus hombres en mi memoria, 1979.

- Política y literatura, Madrid, Alianza, 1980.

- La hora de la pluma: periodismo de la dictadura y la república, Valencia, Pre-Textos, 1987.

- Azorín-Unamuno: cartas y escritos complementarios, Generalitat Valenciana, 1990.

- Fabia Linde y otros cuentos, Ateneo Literario de Yecla, 1992.

- Artículos anarquistas, Barcelona, Lumen, 1992.

- Saavedra Fajardo, Murcia, Academia Alfonso X el Sabio, 1993.

- Ecos del tiempo: textos breves, Alicante, Aguaclara, 1993.

- Judit: tragedia moderna, Alicante, Caja de Ahorros del Mediterráneo, 1993.

- Páginas escogidas, Alicante, Aitana, 1995.

- Cinematógrafo: artículos sobre cine y guiones de películas (1921-1964), Valencia, Pre-Textos, 1995.

- Los norteamericanos, Instituto Alicantino de Cultura Juan Gil-Albert, 1999.

- Cuentos y memorias, Madrid, Ediciones de la Torre, 2000.

- La bolita de marfil: cuentos, Madrid, Biblioteca Nueva, 2002.

- Andalucía: cinco miradas críticas y una divagación, Sevilla, Fundación Juan Manuel Lara, 2003.

- Lo que lleva el rey Gaspar: cuentos de Navidad, Madrid, Clan, 2003.

- El buen Sancho, Madrid, Biblioteca Nueva, 2004.